# بوبي كروفورد (لاعب هوكي الجليد)
بوبي كروفورد (بالإنجليزية: Bobby Crawford)‏ هو لاعب هوكي الجليد أمريكي، ولد في 27 مايو 1960 في لونغ آيلند في الولايات المتحدة.

## وصلات خارجية
- بوبي كروفورد على موقع دوري الهوكي الوطني (الإنجليزية)
- بوبي كروفورد على موقع قاعة مشاهير الهوكي (لاعب أن.إتش.أل) (الإنجليزية)
- بوبي كروفورد على موقع EliteProspects.com (الإنجليزية)
- بوبي كروفورد على موقع HockeyDB.com (الإنجليزية)
- بوبي كروفورد على موقع Hockey-Reference.com (الإنجليزية)